# Lębork
Lębork (API : ˈlɛmbɔrk, Lãbòrg en cachoube, Lauenburg in Pommern en allemand, anciennement Lavenbourg en français) est une ville en voïvodie de Poméranie, en Pologne. C'est le chef-lieu du powiat de Lębork.

## Géographie
La ville fait partie de la région historique de Poméranie ultérieure, située dans la région frontalière avec la Pomérélie. Elle se situe au bord de la Łeba, à environ 30 kilomètres au sud de la ville de Łeba et de la côte Baltique.  La capitale régionale de Gdańsk (Dantzig) Gdańsk se trouve à 65 kilomètres au sud-est.

## Histoire
Les chevaliers teutoniques ont fondé l'endroit au début du XIVe siècle sous le nom de Leoburgum en latin (ce qui signifie « château du Lion » en français), Lewinburg en moyen bas allemand, transformé ensuite en Lauenburg, nom officiel qui perdure jusqu'en 1946. C'est en effet en 1341 que le grand-maître de l'Ordre, Dietrich von Altenburg, donne en fief ces terres au seigneur Rutger von Emmerich. L'endroit comprend une centaine de maisons paysannes (Hufer), et reçoit ses privilèges de ville selon le droit de Culm la même année. 

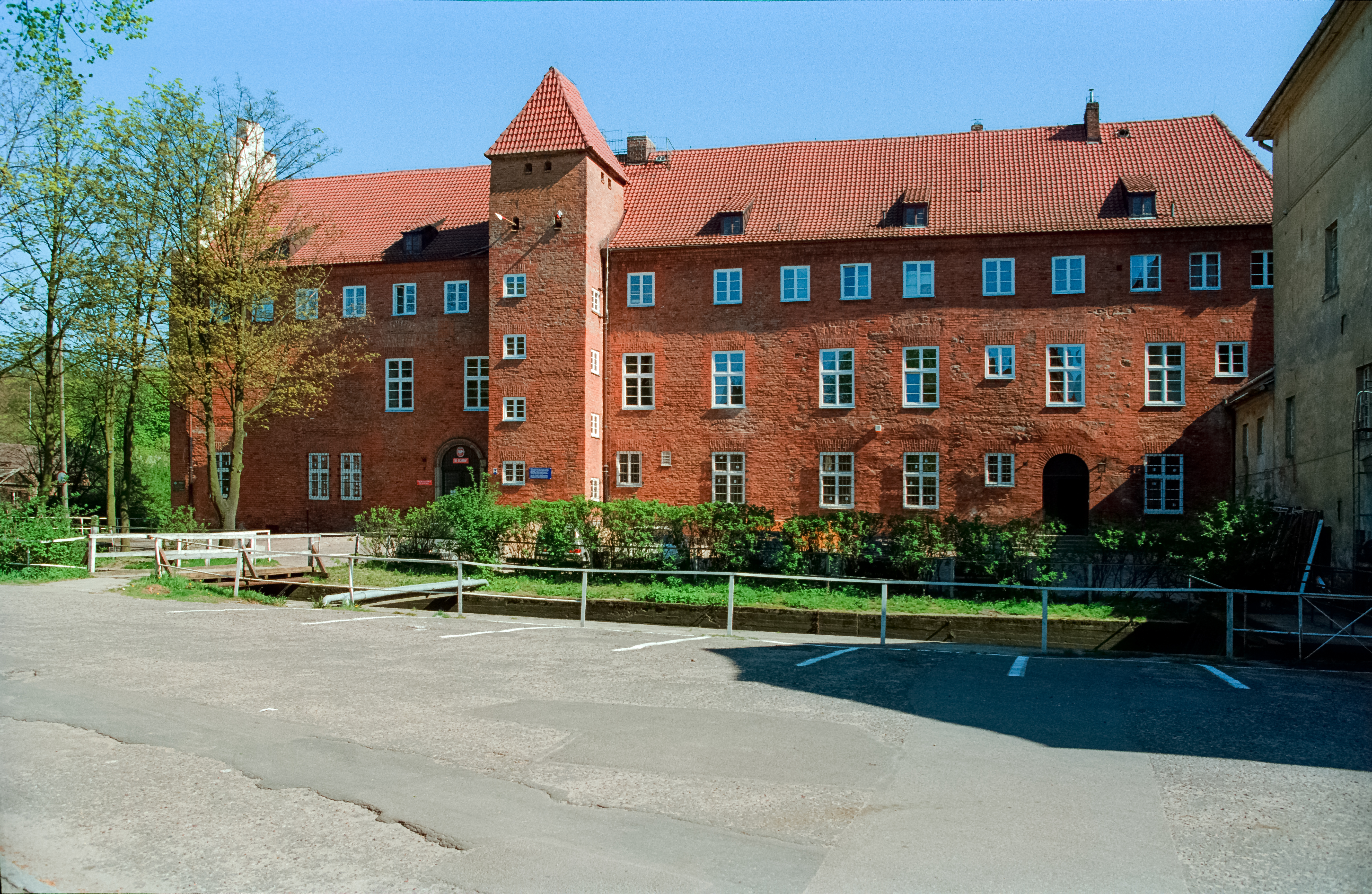
Château des chevaliers teutoniques en partie reconstruit.

L'Ordre fait bâtir un château fortifié à l'ouest de la ville en 1363. Pendant les guerres contre le royaume de Pologne, la forteresse est dévastée deux fois lorsque les troupes polonaises assiègent la ville, en 1410 et à nouveau en 1455. L'Ordre doit reconnaître la suzeraineté du roi polonais Casimir IV Jagellon à la suite de la guerre de Treize Ans (1454-1466) et du traité de Thorn conclu le 19 octobre 1466 et se séparer des territoires de Lauenburg-et-Bütow, y compris la ville de Lauenburg, qui entrent dans les possessions du duché de Poméranie, sous le règne d'Éric II. 
Ces territoires revinrent comme fief accompli à la couronne polonaise en 1637, lorsque le dernier duc de Poméranie, Bogislav XIV, meurt sans héritier. Néanmoins, peu de temps après, en 1657, le « Grand Électeur » Frédéric-Guillaume Ier récupère les terres germanophones de Lauenburg-et-Bütow en fief pour l'État de Brandebourg-Prusse, selon les termes du traité de Bromberg conclu avec le roi polonais Jean II Casimir Vasa. Elles sont attribuées définitivement au jeune royaume de Prusse en 1773, héritier du Brandebourg, après le traité de Varsovie à la suite du premier partage de la Pologne.

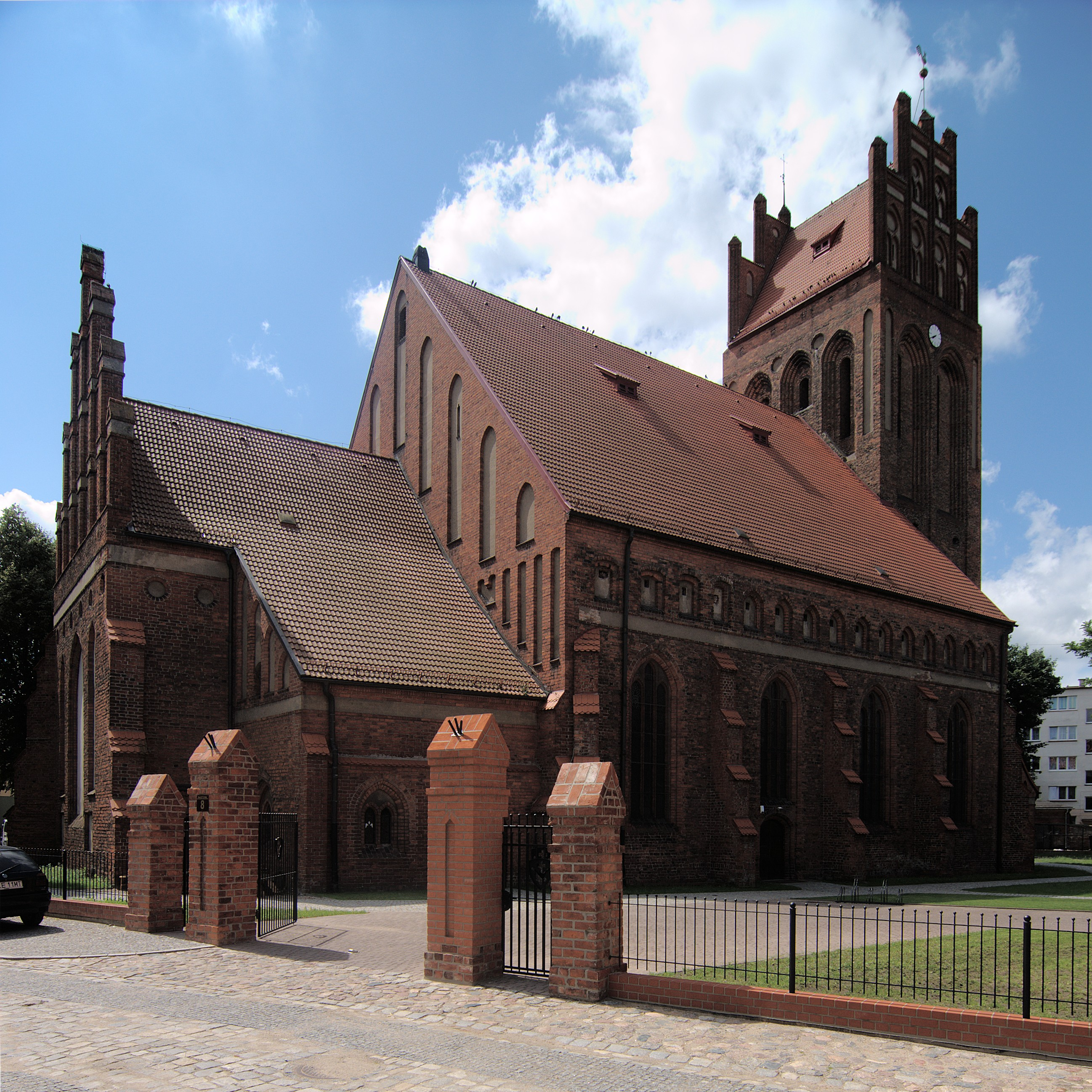
Vue de l'église Saint-Jacques.

La réforme administrative de Frédéric II de Prusse dessine un nouveau arrondissement dans la région du nom de Lauenbourg-Bütow qui fait d'abord partie de la province de Prusse-Occidentale et qui inclut la ville qui s'intitule en 1777 désormais Lauenburg in Pommern, soit en français « Lauenbourg de Poméranie » (de façon à la distinguer de Lauenburg-sur-l'Elbe). En effet l'année 1777 est celle d'une autre réforme qui voit le transfert de la ville à la province prussienne de Poméranie.
Commence alors une période de prospérité qui voit la ville s'étendre au sud et à l'ouest. Lauenburg se trouve sur la route de Stettin, capitale de la province, à Dantzig construite en 1830 et qui sera à l'origine de la future Reichsstraße 2. Le district est divisé en 1846, Bütow s'en détache et Lauenburg devient le chef-lieu du nouveau arrondissement du même nom. La construction de la gare de chemin de fer et le raccordement en 1870 à la ligne de Stolp à Zoppot provoque l'essor industriel de Lauenburg. Des industries manufacturières, en particulier dans le domaine des machines, et des usines de bois se construisent. En 1899 Lauenburg est reliée à Leba.

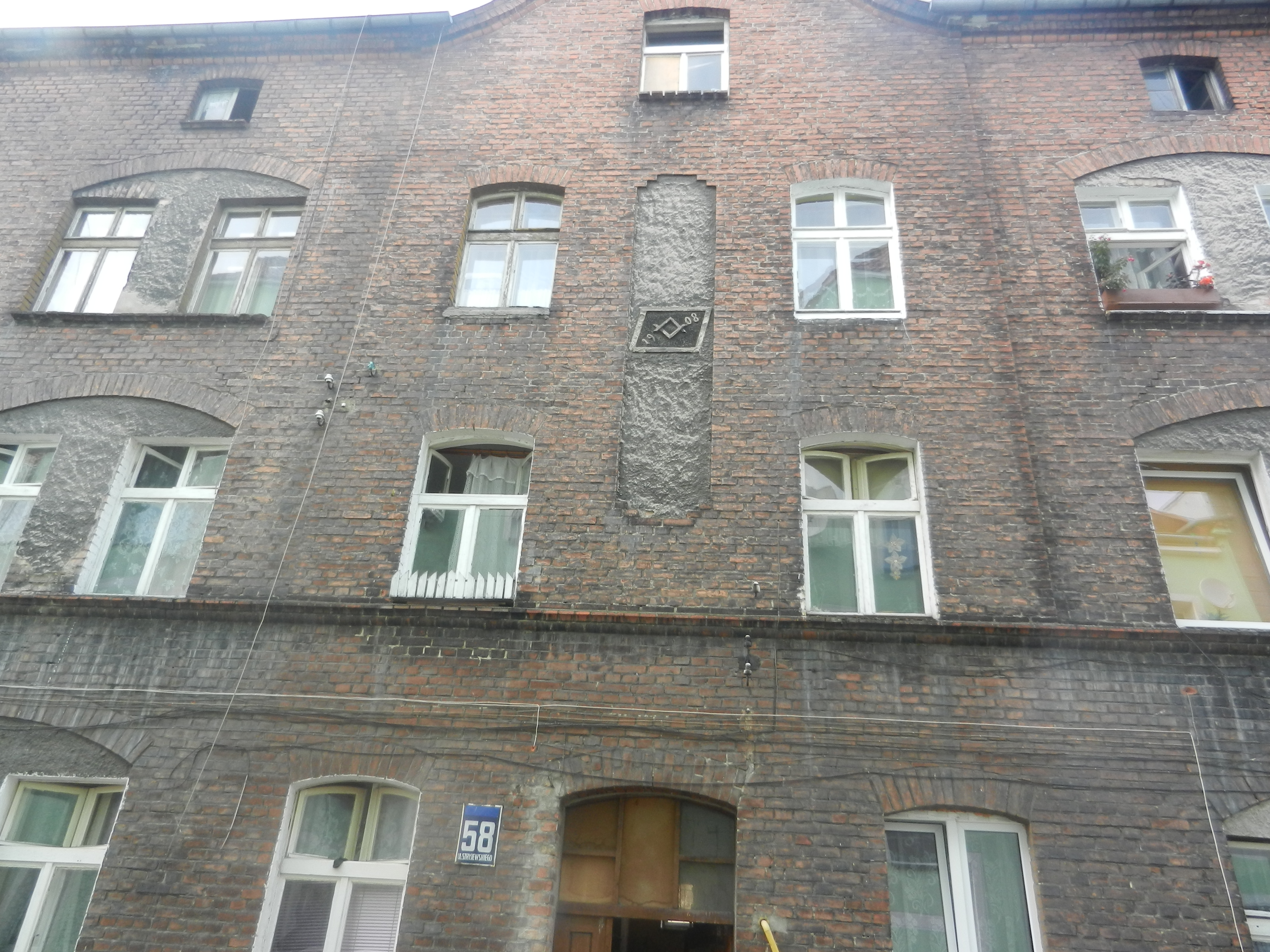
Façade de l'ancienne loge maçonnique.

En 1866, la loge maçonnique Zum Leuchtthurm an der Ostsee a été créée. Les compagnons appartenaient surtout à l'élite des entreprises locales (entrepreneurs, banquiers…) et il y avait même des ecclésiastiques. L'un des bâtiments de la loge maçonnique a survécu jusqu'à aujourd'hui.
Après la Première Guerre mondiale, le Reich allemand perd la plus grande de son ancienne province de Prusse-Occidentale en 1920, selon les termes du traité de Versailles. Aussi Lauenburg est coupée de son arrière-pays qui en tant que corridor de Dantzig passe à la république de Pologne, tandis que la ville reste en Allemagne et cela a des conséquences économiques négatives. En 1933, on fonde à Lauenburg une école normale supérieure d'instituteurs d'État qui forme trois mille instituteurs jusqu'en 1945. Le dernier recensement allemand comptabilise en 1939 19 801 habitants à Lauenburg. Pendant la Seconde Guerre mondiale y se trouve un sous-camp du camp de Buchenwald puis un commando extérieur du camp de concentration du Stutthof construit à proximité. 
L'Armée rouge fait son entrée à Lauenburg le 10 mars 1945. La vieille ville est détruite et un incendie, allumé place du marché, finit de détruire le reste. Dans les mois qui suivent, et selon les décrets Bierut, toute la population allemande est expropriée et expulsée et remplacée par des populations polonaises réfugiés de l'est de la ligne Curzon, ce qui constitue le plus grand déplacement de population du siècle[réf. nécessaire]. La ville est débaptisée et renommée Lębork en 1946.

## Transport
- Szczecin - Gdańsk - Pruszcz Gdański (, E 28)
- Łeba - Warlubie

## Jumelages

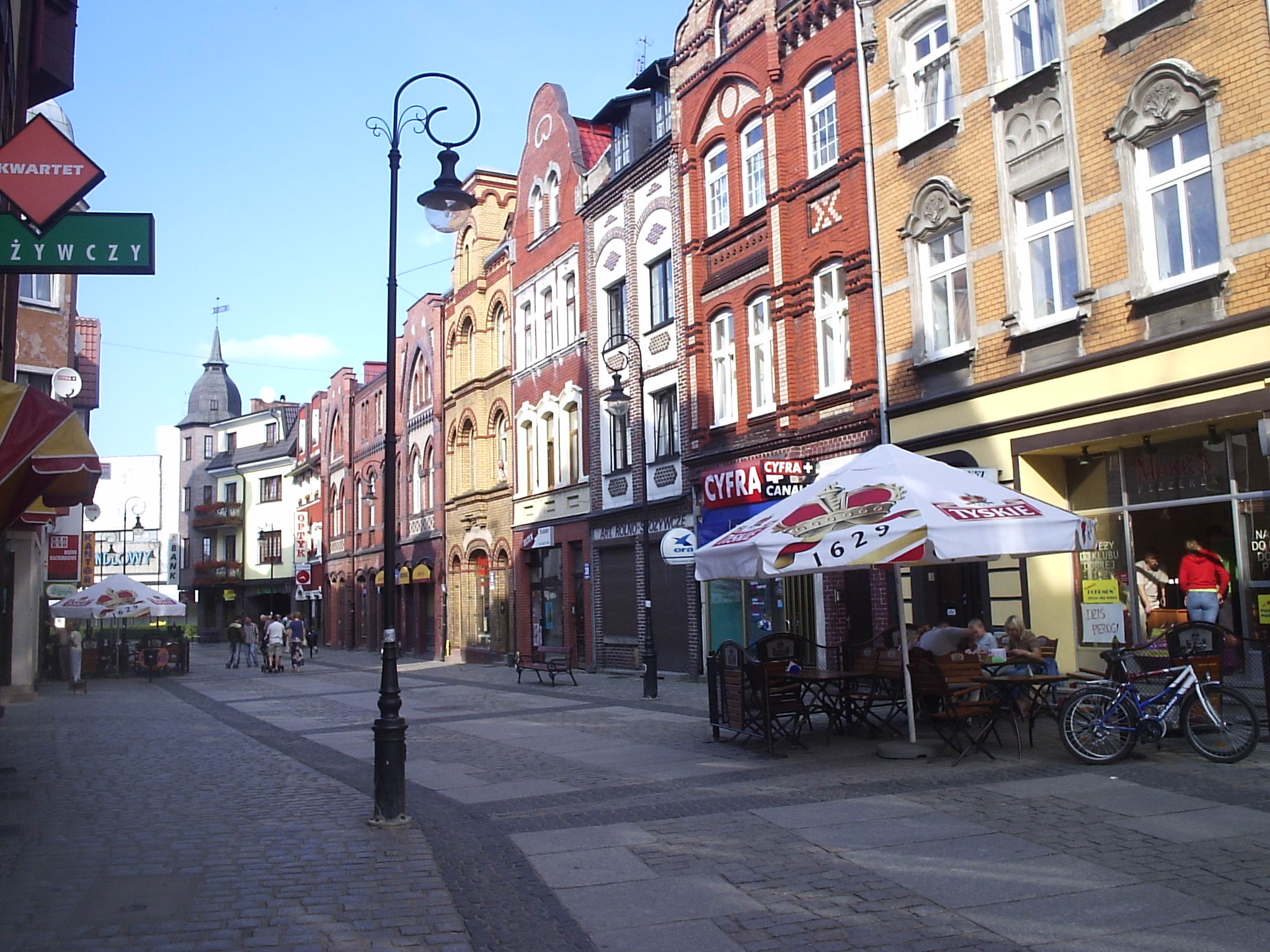
Rue Staromiejska, à Lębork.

La ville de Lębork est jumelée avec :
- Lauenburg/Elbe (Allemagne) depuis le 29 septembre 2001
- Dudelange (Luxembourg) depuis le 29 septembre 2001
- Manom (France) depuis le 29 septembre 2001

Partenariats :
- Sokal (Ukraine) depuis 1996
- Gummersbach (Allemagne) depuis 1996
- Agnone (Italie) depuis le 16 avril 2003
- Kretinga (Lituanie) depuis le 16 avril 2004
- Turda (Roumanie) depuis le 16 avril 2004
- Stralsund (Allemagne)
- Mezőszilas (Hongrie)

## Personnalités
- Paul Nipkow (1860-1940), ingénieur et inventeur ;
- Edward Sapir (1884-1939), linguiste et anthropologue ;
- Erich von dem Bach-Zelewski (1899-1972), SS-Obergruppenführer et General der Polizei, criminel de guerre ;
- Ewa Paradies (1920-1946), gardienne SS de camp de concentration ;
- Jürgen Echternach (1937-2006), homme politique ;
- Anna Fotyga (née en 1957), femme d'État.